# Chunga
A Chunga a madarak (Aves) osztályának kígyászdarualakúak (Cariamiformes) rendjébe, ezen belül a kígyászdarufélék (Cariamidae) családjába tartozó nem.

## Rendszerezésük
A nembe az alábbi 1 élő faj és 1 fosszilis faj tartozik:
- feketelábú kígyászdaru (Chunga burmeisteri) (Hartlaub, 1860)[1] - típusfaj
- †Chunga incerta - miocén; Argentína[2]

## Fordítás
- Ez a szócikk részben vagy egészben  a   Chunga (bird) című angol Wikipédia-szócikk ezen változatának fordításán alapul.  Az eredeti cikk szerkesztőit annak laptörténete sorolja fel. Ez a jelzés csupán a megfogalmazás eredetét és a szerzői jogokat jelzi, nem szolgál a cikkben szereplő információk forrásmegjelöléseként.